# Distretto di Söğüt
Il distretto di Söğüt (in turco Söğüt ilçesi) è un distretto della provincia di Bilecik, in Turchia.

## Geografia fisica
Il distretto confina a nord con il distretto di Gölpazarı, a est con i distretti di Inihisar e Eskişehir, a sud con i distretti di Inönü e Bozüyük, e a ovest con il distretto di Bilecik.

## Amministrazioni
Al distretto appartengono 3 comuni e 21 villaggi.

### Comuni
- Söğüt (centro)
- Çaltı
- Küre

### Villaggi
| - Akçasu - Borcak - Dereboyu - Dömez - Dudaş - Geçitli - Gündüzbey | - Hamitabat - Hayriye - Kayabalı - Kepen - Kızılsaray - Oluklu - Ortaca | - Rızapaşa - Savcıbey - Sırhoca - Tuzaklı - Yakacık - Yeşilyurt - Zemzemiye |